# ウィルソンズ・クリークの戦い
ウィルソンズ・クリークの戦い（ウィルソンズ・クリークのたたかい、英:Battle of Wilson's Creek、またはオークヒルズの戦い、英:Battle of Oak Hills）は、南北戦争の初期1861年8月10日に、ミズーリ州スプリングフィールド近くで北軍とミズーリ州兵との間で行われた戦闘である。これはミシシッピ川より西で行われた最初の主要会戦であり、「西のブルラン」と呼ばれることもある。
ナサニエル・ライアン准将の西部軍はスプリングフィールドで宿営しており、ベンジャミン・マカロック准将指揮下の南軍が接近していた。8月9日、両軍はそれぞれ敵に対する作戦を立てた。8月10日の午前5時頃、ライアンとフランツ・シーゲル大佐が指揮する2部隊が、スプリングフィールドより12マイル (19 km) 南西のウィルソンズ・クリークで南軍を攻撃した。南軍の騎兵隊が最初の打撃を受けてブラディヒルから後退した。南軍が間もなく駆け付けてその陣地を安定させた。
南軍はその日3度攻撃したが、北軍の前線を突き破れなかった。ライアンがこの戦闘で戦死し、サミュエル・D・スタージス少佐が指揮を引き継いだ。一方、南軍はスケッグズブランチの南でシーゲルの部隊を潰走させた。午前11時に終わった南軍の3回目の攻撃後、南軍は後退した。しかし、スタージスは部隊兵が消耗しており、弾薬が尽き掛けていることを認識したので、スプリングフィールドへの撤退を命令した。南軍はあまりに乱れており、装備も悪かったので追撃できなかった。この南軍の勝利でミズーリ州の南部同調者を元気づけ、プライスとそのミズーリ州兵がレキシントンまで北に大胆な押し出しを行う弾みになった。クレイボーン・フォックス・ジャクソン知事が招集した残党の集会がネオショで開かれ、脱退条例を可決した。ウィルソンズ・クリークは1861年のミズーリ州で最も重要な戦闘となり、南軍はミズーリ州南西部を支配することになった。

## 背景
南北戦争が始まったとき、ミズーリ州はこの紛争で「武装中立」を採り、どちらの側にも物資や兵士を送らないことを宣言した。1861年4月20日、脱退主義の暴徒がリバティ武器庫を占領し、州内北軍の心配を増させることになった。中立は5月10日のキャンプ・ジャクソン事件と呼ばれることになる出来事で大きな試練を迎えた。クレイボーン・フォックス・ジャクソン知事は州民兵を招集し、リンデルグラブのセントルイス境界で訓練させた。知事は密かに南軍から大砲を入手し、それを「キャンプ・ジャクソン」と呼ばれる民兵宿営所にこっそり持ち込んだ。ナサニエル・ライアン大尉はこの搬入に気付き、民兵がセントルイス武器庫に進むのではないかと心配した。ライアンは北軍の部隊と市民軍で宿営地を囲み、民兵に降伏を強要した。続いて民兵を武器庫まで通りを行軍させるという愚を犯した。群衆が集まり、或る者は怒って行列に圧力を掛けた。野次や押し合いが遂には発砲にまで繋がり多くの者が死んだが、その大半は市民で他に民兵や兵士も含まれていた。1日後、ミズーリ州議会は、北であろうと南であろうと敵と考えられる者の攻撃から州を守るためのミズーリ州兵隊を創設した。知事はその将軍にスターリング・プライスを指名した。
ミズーリ州の北軍指揮官ウィリアム・S・ハーニーはミズーリ州が南部に傾斜することを怖れ、5月12日にプライス＝ハーニー休戦協定を結び、この紛争におけるミズーリ州の中立を確認した。ジャクソン知事は北軍支持を宣言した。しかし、ハーニーがライアン（将軍に昇進した）に取って代わられ、エイブラハム・リンカーン大統領はミズーリ州の軍隊が北軍に従軍するよう具体的な要求をしてきた。ジャクソンはその北軍支持を引っ込めた。6月12日、ライアンとジャクソンはセントルイスで会談し問題を解決しようとした。この会談はライアンが次のように言って終わった。
| 「 | これは戦争を意味する。1時間以内に私の士官の1人が貴方の元を訪れ、私の戦列から連れ出すだろう。 | 」 |

ライアンは州都を抑え、州中でジャクソン、プライスおよびこのときは亡命した州政府を追跡し、6月17日のブーンビルの戦いや7月5日のカーシッジの戦いで小戦闘を行った。この危機の中にあって、2月に脱退を拒否していたミズーリ憲法会議に選ばれていた代議員達が再結集した。7月27日、この会議は知事職が空席であることを宣言し、続いてハミルトン・ローワン・ギャンブルを新しい暫定知事に選出した。
7月13日までに、ライアンの軍隊はスプリングフィールド市に駐屯し、約6,000名の部隊になっていた。その軍隊は第1、第2、第3および第5ミズーリ歩兵連隊、第1アイオワ歩兵連隊、第1および第2カンザス歩兵連隊、正規軍の歩兵と騎兵の数個中隊、および砲兵3個大隊からなっていた。
7月末までに、ミズーリ州兵はスプリングフィールドの南西約75マイル (120 km) に宿営し、南軍のベンジャミン・マカロック准将やアーカンソー民兵のN・バート・ピアス准将によって補強され、ミズーリ州、アーカンソー州および南軍の混成部隊となり、総勢は12,000名以上となっていた。この部隊はスプリングフィールド攻撃の作戦を立てたが、ライアンは8月1日に市から出て行き、南軍を急襲しようとした。この軍隊の前衛隊が8月2日ダグスプリングスで小競り合いを演じた。北軍は勝者として現れたが、ライアンは勢力が2対1以上に開いていることを識り、スプリングフィールドまで後退した。このときミズーリ部隊を指揮していたマカロックが追跡した。8月6日までにその部隊はスプリングフィールドの南西10マイル (16 km) のウィルソンズ・クリークに宿営した。
勢力で劣るライアンは北東のローラまで退いて補強し物資を補充しようと考えたが、その前に南軍の追跡を遅らせるためにミズーリ部隊を急襲させようと考えた。北軍の副指揮官フランツ・シーゲル大佐が北軍を2つに分け、マカロック隊を挟み撃ちにするという攻撃的な作戦を立てた。シーゲルは1,200名を率いて側面に回り、ライアンの主力は北から攻撃するというものだった。ライアンはこの作戦に同意し、8月9日の雨の夜に北軍はスプリングフィールドを出たが、物資を守り退却を支援するために約1,000名を後に残した。北軍の作戦の成功は急襲する部隊に掛かっていた。マカロックもスプリングフィールド市への急襲を考えたが、雨のためにその作戦を中止した。
1860年の国勢調査に拠れば、クリスチャン郡には人口5,491人と奴隷229人、グリーン郡には人口13,186人と奴隷1,668人がいた。

## 戦闘
8月10日の午前5時頃、朝日が射し始めたときに、北軍は攻撃を始めた。ミズーリ部隊は驚愕に捕らわれた。ライアン軍は敵の宿営地を圧倒し、「ブラッディヒル」と呼ばれることになる尾根の頂部を占領した。しかし、北軍が早期に南軍を潰走させてしまおうという望みは、プラスキー・アーカンソー砲兵隊が大砲を据えて北軍の前進を止めたときに潰え、プライスの歩兵隊に時間ができて丘の南斜面に配置し戦列を作った。
シーゲルの作戦は初めうまくいった。その側面攻撃でミズーリ騎兵隊を潰走させたが、シャープ農園でマカロック部隊の反撃にあって崩壊した。この戦争初期はまだ軍服が標準化されていなかったので、マカロック部隊兵はシーゲル隊のものに似た制服を着ていた。北軍兵は近付いてくるマカロックの戦列を北軍の補強部隊だと信じ込み、それが敵だと分かった時には遅すぎた。側面攻撃隊はこの反撃で完全に壊滅し、シーゲルとその部隊は戦場から逃げ出した。
シーゲルの側面攻撃隊が潰走したことで、戦闘の気運はミズーリ部隊に傾いた。ライアンは既に銃弾を2発受けて、この戦争で戦死した最初の北軍将軍になっていた。ライアンは午前9時半頃ブラッディヒルで部隊兵に反撃を鼓舞しているときに心臓を撃たれた。サミュエル・D・スタージスが北軍の指揮を取って代わった。北軍はまだ丘の頂上で防御的な態勢を取っているうちに、弾薬が尽きてきて士気が悪化した。午前11時までに、北軍は南軍の突撃を3度撃退していた。スタージスは弾薬が尽き、兵士が疲弊していたので、南軍の4回目の攻撃を受けるよりも後退を選んだ。

## 戦闘の後
この戦闘の損失は両軍共に同じくらいだった。北軍の損失は1,317名、南軍とミズーリおよびアーカンソー部隊の損失合計は1,230名だった。南軍の混成軍は戦場では勝ったかも知れないが、ローラに撤退する北軍を追撃できなかった。プライスのミズーリ州兵はこの勝利で、ミズーリ州北部への侵攻を始め、9月20日の第一次レキシントンの戦いで頂点に達した。南軍とアーカンソー民兵は州内から出て行った。
10月30日、プライスとジャクソンの下のミズーリ部隊はネオショで正式に南軍に加入した。役人達はミズーリ州脱退の決議案を可決し、ジャクソンがアメリカ連合国ミズーリ州の知事に指名された。しかし、新しい政府がミズーリ州住民の大半から支持されることはなく、ミズーリ州は南北戦争を通じて北部に留まった。プライスとジャクソンがわずかに支配できた所は10月21日のフレデリックタウンの戦いと10月25日のスプリングフィールドの戦いで消滅し、連合国州政府は間もなく州内から出て行かざるを得なくなった。
プライスはミズーリ州内で勝利を得たが、そこを保つための民衆の支持を得られなかった。1861年以降、南軍の将軍となりアーカンソー州やミシシッピ州でその部隊を率いた。しかしミズーリ州は戦争の間、クァントリルの襲撃やブラッディ・ビル・アンダーソンなどゲリラ戦や山賊に苦しむことになった。

## 国立戦場跡
戦場跡はウィルソンズ・クリークの国立戦場跡として保存されている。アメリカ合衆国国立公園局は観光案内所を運営し、博物館、26分間の映画、9分間の光ファイバーによる戦闘地図の提示、および南北戦争研究図書館を一般に公開している。戦没将兵追悼記念日（メモリアルデー、5月下旬）から労働者の日（レイバーデー、9月初め）までの日曜日午後には通常、兵士の生活、騎兵の訓練、マスケット銃の発砲、砲兵の実演、当時の薬品および当時の衣類を見せる生きている歴史プログラムが催される。
植生や解説付きハイキング道およびガイド無しの自動探索径路が追加されているとい例外はあるが、1,750エーカー (7 km2)の戦場跡は当時の様子からほとんど変わって居らず、訪問者は元の状態に近い戦場を体験できる。戦闘中に南軍の野戦病院に使われたレイ家の家屋が保存され、改修され、夏の間定期的に当時の服装をした公園局の案内人付きで公開されている。